# Fowleria polystigma
Fowleria polystigma és una espècie de peix pertanyent a la família dels apogònids.

## Descripció
- Pot arribar a fer 4,6 cm de llargària màxima.[5]

## Hàbitat
És un peix marí, associat als esculls i de clima tropical.

## Distribució geogràfica
Es troba al Pacífic occidental central: Indonèsia.

## Observacions
És inofensiu per als humans.